# Хроделинда
Хроделинда (на немски: Chrodelind) e дъщеря на пфалцграф Хугоберт от фамилията на Хугобертините и на Ирмина от Еран при Трир. Тя е роднина на Карл Велики.
Сестра е на Плектруда, първата съпруга на Пипин Средни, на игуменката Адела от Пфалцел, на Регинтруда, втората съпруга на херцог Теодберт от Бавария и на Бертрада Стара, майката на граф Хериберт от Лаон, който е баща на Бертрада Млада, съпругата на крал Пипин III и майката на Карл Велики. Втора братовчедка е на Алпаида, съпругата на Пипин Средни и майката на Карл Мартел.
Омъжва се за Бернар. (Вилхелмиди). Двамата стават през 721 г. свидетели при подписването на подаряването на манастира Прюм от Хериберт от Лаон. Тя подписва според документа след Бернар. Според някои изследователи тя е дъщеря на Бертрада Стара.